# Germán Elissetche
 Germán Elissetche Elissetche  (Concepción, Chile, 14 de octubre de 1950) es un exfutbolista chileno. Jugó de centrodelantero.  

## Trayectoria
Sus comienzos su mundo deportivo giraba alrededor del básquetbol, ya que su padre había sido seleccionado chileno de baloncesto. Su inicio en el fútbol fue en el club Liverpool de la Población Camilo Olavarría de Coronel. 
Después de destacar como seleccionado juvenil de Lota y posteriormente de Huachipato en el nacional de Arica en 1968, fue contratado como cadete en Lota Schwager. El año 1970 Don Luis Alamos lo promueve para entrenar con el primer equipo lotino y debutó jugando contra Universidad Católica
El año 1971 fue a préstamo a Naval equipo el cual se clasificó campeón del Ascenso (Primera B). Volvió a Lota para ser titular los años 1972 y 1973.  
El año 1974 fue contratado por Colo Colo. Al término de la temporada, año 1975 va a Huachipato. En 1977 jugó en Rangers.
Con posterioridad viaja a jugar al extranjero, al fútbol centroamericano para finalmente emigrar a USA, país en él se queda a vivir.   

## Clubes
| Club          | País  | Año       |
| ------------- | ----- | --------- |
| Lota Schwager | Chile | 1970      |
| Naval         | Chile | 1971      |
| Lota Schwager | Chile | 1972-1973 |
| Colo-Colo     | Chile | 1974      |
| Huachipato    | Chile | 1975-1976 |
| Rangers       | Chile | 1977      |

## Palmarés

### Campeonatos nacionales
| Título     | Club      | País  | Año  |
| ---------- | --------- | ----- | ---- |
| Primera B  | Naval     | Chile | 1971 |
| Copa Chile | Colo-Colo | Chile | 1974 |